# Diego Boneta
Diego Andrés González Boneta (* 29. listopadu 1990, Mexico City, Mexiko) je mexický zpěvák a herec. Proslavil se rolí Rocca v mexické telenovele Rebelde a rolí Javiera v seriálu stanice The CW 90210: Nová generace. První album nazvané Responde vydal v roce 2005 a brazilskou verzi alba nahranou v portugalštině vydal v roce 2006. Jako Alex Santiago se objevil v seriálu Prolhané krásky. Hlavní roli Drewa Boleyho získal ve filmové produkci Rock of Ages, která byla vydána v červnu 2012. Aktuálně hraje v seriálu stanice Fox Scream Queens.

## Životopis
Narodil se v Ciudad de México v Mexiku, je synem Astrid Boneta a Lauro González, kteří pracují jako inženýři. Jeho otec pochází z Mexika, ale jeho matka se narodila ve Spojených státech.

## Kariéra

### Hudba
Během účinkování v telenovele Rebelde, vydal v roce 2005 debutové album nazvané Diego. První singl "Responde" se umístil na 13. místě mexického hudebního žebříčku. Poté, co dokončil natáčení telenovely, vydal se na mezinárodní turné s mexickou popovou skupinou RBD jako host. K propagaci alba v Mexiku vysoupil na třech koncertech Hilary Duff v roce 2006 (Ciudad de Mexico, Guadalajara a Monterrey).
Druhé album nazvané Indigo vydal 25. března 2008.

### Herectví
Hereckou kariéru zahájil v Mexiku, kde vystoupil v několika televizních pořadech: reality show Códigu F.A.M.A., telenovelách legrijes y rebujos a Misión S.O.S. Proslavil se rolí v telenovele Rebelde. V roce 2010 se objevil v amerických seriálech Prolhané krásky a 90210: Nová generace. V roce 2011 si poprvé zahrál ve filmu Protivný sprostý holky 2 po boku Meaghan Martin.
Velký Hollywoodský zlom v kariéře nastal s obsazením do hlavní role ve filmové adaptaci Broadwayského muzikálu Rock of Ages. Zahrál si Drewa Boleye, mladého kluka z Los Angeles, který sní o tom být slavnou rockovou hvězdou. Režisér Adam Shankman ho nazval "novou velkou věcí" a porovnal ho se Zacem Efronem, Channingem Tatum a Liamem Hemsworthem. V květnu 2013 začal natáčet film v Západní Virginii nazvaný Another You, po boku Ksenie Solo.
V roce 2014 bylo oznámeno, že si zahraje ve filmu City of Dead Men, roli Michaela. Film měl premiéru 31. března 2015. V roce 2015 začal natáčet mini seriál The Dovekeepers a nahrál písničku "The Warrior", která bude sloužit jako znělka seriálu a také se objeví na jeho třetím albu, které plánuje vydat v prosinci 2015. V únoru 2015 získal roli v seriálu stanice FOX Scream Queens.